# Войцех Пшоняк

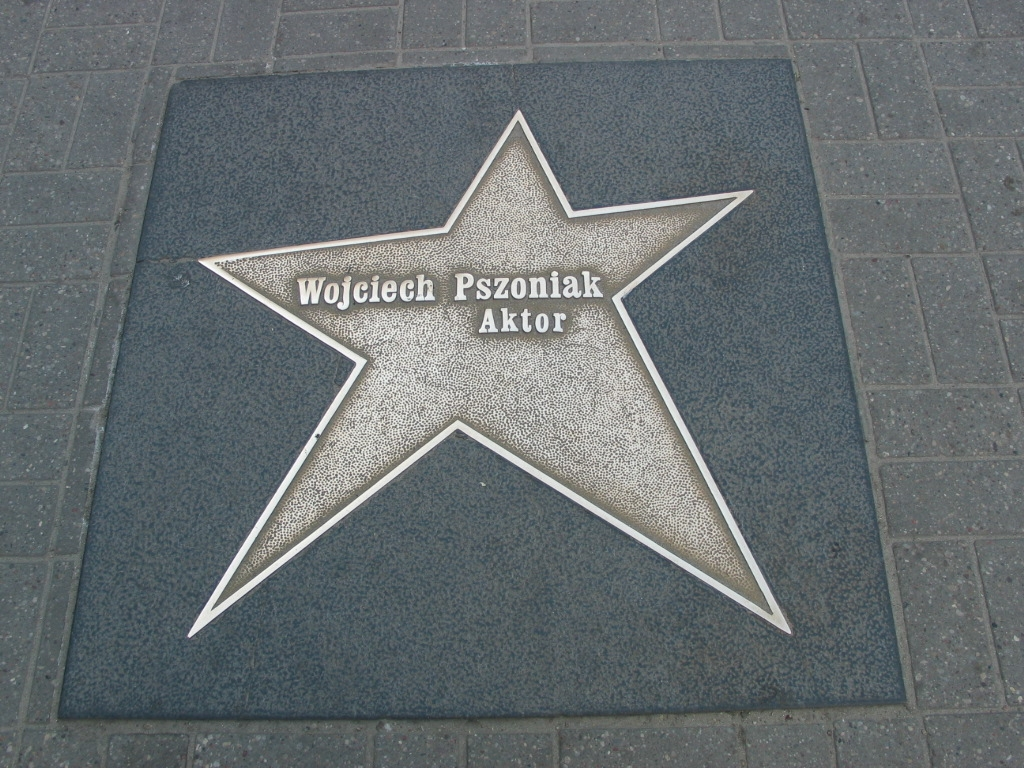
Зірка Войцеха Пшоняка на Алеї зірок в Лодзі

Во́йцех Зигмунт Пшо́няк (пол. Wojciech Zygmunt Pszoniak; 2 травня 1942, Львів — 19 жовтня 2020, Варшава, Польща) — польський театральний та кіноактор, театральний педагог.

## Біографія
Войцех Пшоняк народився 2 травня 1942 року у Львові, де провів перші роки життя. У 1945 році сім'я Войцеха була вимушена покинути Львів і переїхала до Гливиць. У початковій школі Войцех учився грати на скрипці та кларнеті. Перейшовши в середню школу, він почав грати на гобої й виступати у військовому оркестрі. Бувши студентом, Пшоняк виступав на сцені аматорського і студентського театру, а в 1961 році став засновником кабаре «Червоний жираф». Дебютував у болгарському телесеріалі «Подія на тупиковій вулиці» (Произшествия на сляпата вулиця) в 1965 році.
У 1968 році закінчив Театральну академію в Кракові, після чого почав працювати в театрі як актор. Виступав, зокрема, на сцені Старого Театру в Кракові (1968-72), Національного театру (1972-74) і театру Повшехни (1974-80) у Варшаві. Грав у багатьох постановках, серед яких, зокрема: «Анафема» Станіслава Виспянського в постановці Конрада Свинарського, «Любов і гнів» Джона Осбоурна в постановці Зигмунта Гібнера та «Ревізор» Миколи Гоголя в постановці Єжи Грузи.
У 1974—1980 роках Войцех Пшоняк викладав в Театральній академії ім. Зельверовича у Варшаві. З 1969 року виступав у виставах польського «театру телебачення».
З 1978 року Пшоняк грає на сцені французьких театрів, а в 1980-х переїхав у Париж на постійній основі. У Франції він на сценах театрів не тільки грає, а й ставить власні п'єси, використовуючи для розмовних сцен як рідну польську, так і французьку мови.
У кіно почав зніматися на початку 1970-х років. За свою акторську кар'єру зіграв у 80 різних фільмах і серіалах міжнародного виробництва. Популярність акторові принесла роль у фільмі Анджея Вайди «Земля обітована» (1974). Це був його другий спільний фільм з Вайдою, з яким актор встиг до цього попрацювати над стрічкою «Весілля» (1972). Надалі знявся також у фільмах Вайди «Дантон» (1982) і «Корчак» (1990). Серед артистичних досягнень актора також ролі у фільмах: «Аустерія» Єжи Кавалеровича, «Арія для атлета» Філіппа Байона, «Убити ксьондза» Агнешки Голланд. У 1979 році Пшоняк зіграв у культовому фільмі «Бляшаний барабан», знятому німецьким режисером Фолькером Шльондорфом.

## Особисте життя
Войцех Пшоняк був одружений з Барбарою Пшоняк і мав старшого на 12 років брата, Антоні Пшоняка, який також є актором.

## Фільмографія
| Рік       |    | Українська назва                        | Оригінальна назва                             | Роль                                          |
| --------- | -- | --------------------------------------- | --------------------------------------------- | --------------------------------------------- |
| 1967—1990 | с  | Розслідування комісара Мегре            | Les enquêtes du commissaire Maigret           | Оцеп                                          |
| 1970      | ф  | Обличчя ангела                          | Twarz anioła                                  | батько Тадека                                 |
| 1972      | ф  | Диявол                                  | Diabel                                        | Незнайомець-Диявол                            |
| 1972      | ф  | Переселення                             | Przeprowadzka                                 | инженер Анджей Новіцький                      |
| 1972      | тф | Пілат та інші                           | Pilatus und andere — Ein Film für Karfreitag  | Ієшуа Га-Ноцрі                                |
| 1973      | ф  | Весілля                                 | Wesele                                        | журналіст / Станьчик                          |
| 1974      | ф  | Гніздо                                  | Gniazdo                                       | Мешко I, польський князь                      |
| 1974      | ф  | Земля обітована                         | Ziemia obiecana                               | Велт Мориц                                    |
| 1975      | ф  | Картинки з життя                        | Obrazki z życia                               | Єжи Войцеховський, музикант (новела "Spór")   |
| 1975      | ф  | Засуджений                              | Skazany                                       | Ришард Бельчик                                |
| 1975—1991 | с  | Сінема 16                               | Cinéma 16                                     | Рехт                                          |
| 1976      | ф  | Тіньова смуга                           | Smuga cienia                                  | диригент жіночого оркестру                    |
| 1976      | ф  | Я — метелик, або Роман сорокарічного    | Motylem jestem, czyli romans 40-latka         | Освальд, редактор з телебачення               |
| 1977      | ф  | Справа Горгонової                       | Sprawa Gorgonowej                             | професор                                      |
| 1977      | ф  | Реколекції                              | Rekolekcje                                    | Марек                                         |
| 1978      | ф  | Лікарня перетворення                    | Szpital przemienienia                         | лікар Марглевський                            |
| 1979      | ф  | Арія для атлета                         | Aria dla atlety                               | Зідельмайер, директор цирку                   |
| 1979      | ф  | Бляшаний барабан                        | Die Blechtrommel                              | Файнгольд                                     |
| 1979      | ф  | Ґолем                                   | Golem                                         | ув'язнений                                    |
| 1980      | ф  | Олімпіада 40                            | Olimpiada 40                                  | Отто Шульце                                   |
| 1981      | ф  | Лімузин Даймлер-Бенц                    | Limuzyna Daimler-Benz                         | Богданьський                                  |
| 1981      | ф  | Вікно                                   | Okno                                          | кельнер                                       |
| 1981      | ф  | Тихий рік                               | Spokojne lata                                 | Сліз                                          |
| 1983      | ф  | Дантон                                  | Danton                                        | Максиміліан Робесп'єр                         |
| 1983      | ф  | Аустерія                                | Austeria                                      | Рудий Йоселе                                  |
| 1984      | ф  | Діагональ слона                         | La Diagonale du fou                           | гросмейстер Фелтон, член команди Фромма       |
| 1985      | ф  | Гіркий врожай                           | Bittere Ernte                                 | Цибульковський                                |
| 1986      | ф  | Ненавиджу акторів                       | Je hais les acteurs                           | Геркуль Потнік                                |
| 1986      | с  | З моїми гарячими сльозами               | Mit meinen heißen Tränen                      | Каєтан                                        |
| 1986      | ф  | Літо самурая                            | Der Sommer des Samurai                        | Герхард Кралль                                |
| 1988      | ф  | Роки сендвічів                          | Les Années sandwiches                         | Макс                                          |
| 1988      | ф  | Червона Венеція                         | Rouge Venise                                  | Антоніо Вівальді                              |
| 1988      | ф  | Убити ксьондза                          | To Kill a Priest                              | гравець у бридж                               |
| 1989      | ф  | Двоє                                    | Deux                                          | Валькович                                     |
| 1990      | ф  | Корчак                                  | Korczak                                       | Януш Корчак                                   |
| 1990      | ф  | Мосьє                                   | Monsieur                                      | Кальтц                                        |
| 1990      | ф  | Гавен                                   | Gawin                                         | П'єр / Геркс                                  |
| 1992      | ф  | Винність невинного або коли краще спати | Kiedy rozum śpi                               | Оттенхаген                                    |
| 1992      | ф  | Парад ідіотів                           | Le Bal des casse-pieds                        | Гробонек                                      |
| 1993      | ф  | Вітер зі сходу                          | Vent d'est                                    | полковник Лев Чеко                            |
| 1994      | тф | Вигнання з раю                          | Fall from Grace                               | лікар                                         |
| 1995      | ф  | Погляд Одіссея                          | Ulysses' Gaze                                 | епізод                                        |
| 1995      | ф  | Страсний тиждень                        | Wielki tydzien                                | Замойський                                    |
| 1995—2001 | с  | Кавана                                  | Kavanagh QC                                   | Елек Зіманій                                  |
| 1997      | ф  | Брат нашого бога                        | Brat naszego Boga                             | незнайомець                                   |
| 2000      | ф  | Байланд                                 | Bajland                                       | Ян Ридель, кандидат на пост президента        |
| 2000      | ф  | Друге життя                             | Deuxième vie                                  | батько Вінсента                               |
| 2001      | ф  | Хаос                                    | Chaos                                         | Палі                                          |
| 2003      | ф  | Обітниця мовчання                       | Le Pacte du silence                           | єпископ                                       |
| 2003      | ф  | Король вищий за хмари                   | Là-haut, un roi au-dessus des nuages          | продюсер                                      |
| 2004      | ф  | Змія в кулаці                           | Vipère au poing                               | батько Воліца                                 |
| 2006      | ф  | Страйк — героїня Гданська               | Strajk — Die Heldin von Danzig                | Камінський                                    |
| 2007      | ф  | Надія                                   | Nadzieja                                      | Бенедикт Вебер                                |
| 2008      | с  | 39 з половиною                          | 39 i pól                                      | Стефан Давідзюк                               |
| 2008      | с  | Зараз або ніколи!                       | Teraz albo nigdy!                             | Вітольд                                       |
| 2009      | ф  | Менше зло                               | Mniejsze zło                                  | пацієнт                                       |
| 2009—2014 | с  | Наліт                                   | Braquo                                        | Йосип Віссаріонович                           |
| 2010      | ф  | Маленький іспит зрілості 1947           | Mała matura 1947                              | майор Тшаска                                  |
| 2010      | ф  | Містифікація                            | Mistyfikacja                                  | перукар Пінно                                 |
| 2010      | ф  | Не в цій людині                         | Nie ten człowiek                              | барон                                         |
| 2010      | ф  | Роберт Мітчем мертвий                   | Robert Mitchum est mort                       | ректор школи кінематографії                   |
| 2010      | с  | Справедливість                          | Sprawiedliwi                                  | старий Якуб Кон                               |
| 2011      | ф  | Варшавська битва. 1920                  | Bitwa warszawska 1920                         | Максим Вейган, французький генерал            |
| 2011      | ф  | Кріт                                    | Kret                                          | Стефан Гарбарек, колишній капітан держбезпеки |
| 2011      | ф  | Переможець                              | Wygrany                                       | професор Карлофф                              |
| 2011      | ф  | Кіт рабина                              | Le chat du rabbin                             | Вастенов, озвучення                           |
| 2011      | ф  | Чорний четвер                           | Czarny Czwartek. Janek Wiśniewski padł        | Владислав Гомулка                             |
| 2012      | ф  | Розмазня                                | Cassos                                        | пан Летц                                      |
| 2014      | ф  | Карт-бланш                              | Carte Blanche                                 | викладач                                      |
| 2014      | с  | Дитина Розмарі                          | Rosemary's Baby                               | містер Віс                                    |
| 2015      | ф  | Ексцентрики                             | Excentrycy, czyli po słonecznej stronie ulicy | Філіцьян Зуппе, настроювач фортепіано         |
| 2017      | ф  | Зазирни в його серце                    | Si tu voyais son coeur                        | поляк                                         |

## Визнання
| Нагороди та номінації Войцеха Пшоняка | Нагороди та номінації Войцеха Пшоняка | Нагороди та номінації Войцеха Пшоняка | Нагороди та номінації Войцеха Пшоняка |
| Рік                                   | Категорія                             | Фільм                                 | Результат                             |
| ------------------------------------- | ------------------------------------- | ------------------------------------- | ------------------------------------- |
| Кінофестиваль у Гдині                 |                                       |                                       |                                       |
| 1975                                  | Приз найкращому акторові              | Земля обітована                       | Перемога                              |
| Монреальський кінофестиваль           |                                       |                                       |                                       |
| 1983                                  | Найкращий актор                       | Дантон                                | Перемога                              |
| Премія Європейської кіноакадемії      |                                       |                                       |                                       |
| 1988                                  | Найкращий актор другого плану         | З моїми гарячими сльозами             | Номінація                             |
| Премія «Орли»                         |                                       |                                       |                                       |
| 2012                                  | Найкращий актор другого плану         | Кріт                                  | Номінація                             |
| 2016                                  | Найкращий актор другого плану         | Ексцентрики                           | Перемога                              |